# Maria Magdalena de’ Pazzi
Maria Magdalena de’ Pazzi, wł. Maria Maddalena de’ Pazzi (ur. 2 kwietnia 1566 we Florencji, zm. 25 maja 1607 tamże) – włoska karmelitanka, święta Kościoła katolickiego.

## Życiorys
Pochodziła z jednego z najbogatszych rodów patrycjuszowskich Florencji – Pazzich. Na chrzcie otrzymała imię Katarzyna. Już w wieku 14 lat wstąpiła do klasztoru. Zmuszona do powrotu na łono rodziny, która sprzeciwiała się jej powołaniu, powróciła jednak do klasztoru i została karmelitanką w wieku 16 lat, przyjmując imię Maria Magdalena. W życiu klasztornym miała doznawać doświadczeń mistycznych i stygmatów.

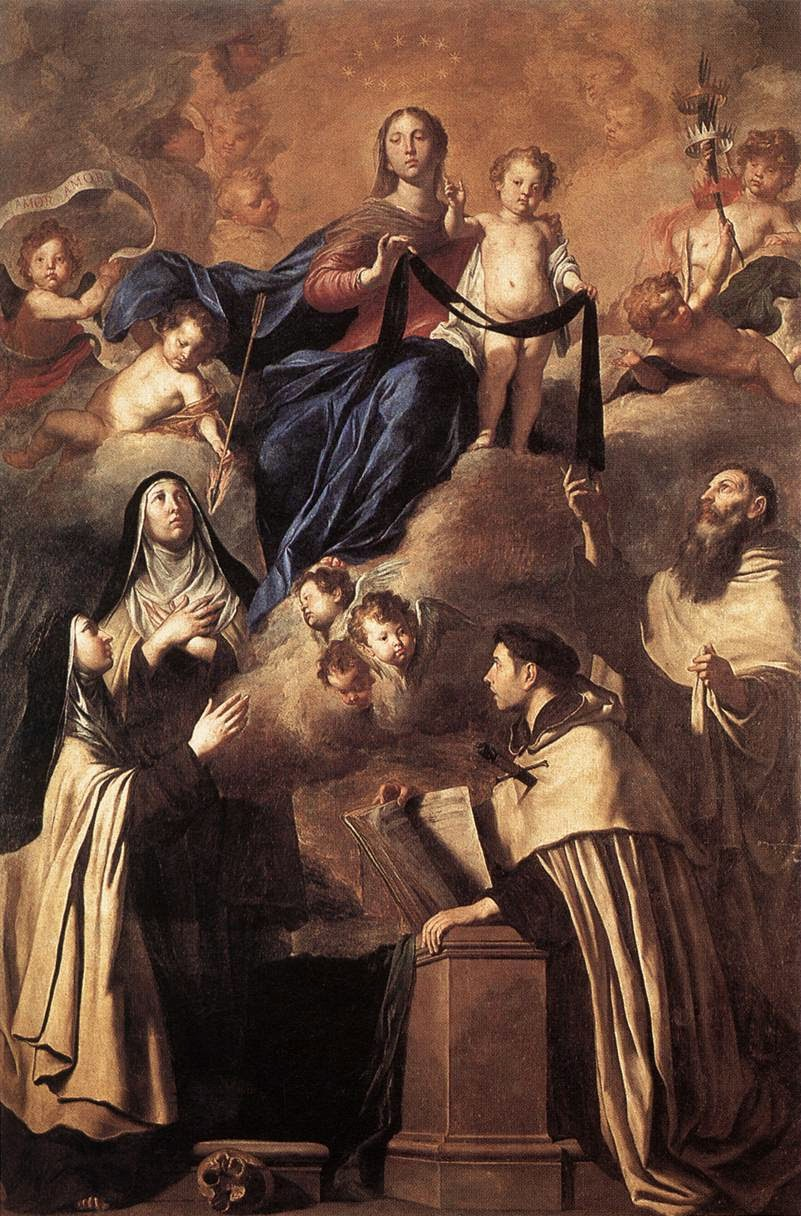
Maria Magdalena de'Pazzi (jedna z kobiecych postaci w lewym dolnym rogu) na obrazie Pietro Novellego, 1641, muzeum diecezjalne w Palermo

Liczne cuda, jakie miały się pojawiać dzięki modlitwom o jej wstawiennictwo spowodowały wszczęcie procesu beatyfikacyjnego już w 1610. Beatyfikowana w 1626, kanonizowana w 1669 przez Klemensa IX. Jej święto w kalendarzu liturgicznym obchodzone jest 25 maja, w rocznicę jej śmierci.
Z Polską łączy ją fakt uznania jej za patronkę rodu Paców, którzy poświęcili jej kościół w ufundowanym przez Krzysztofa Zygmunta Paca klasztorze w Pożajściu.